# Surena Palave
Surena Palave foi um nobre persa do século VI, membro da família Surena. Pode ter sido grão-framadar (vizir ou primeiro-ministro) do xá sassânida Vararanes V (r. 420–438) e, assim, o provável sucessor de seu parente Mir-Narses. Nada mais se sabe sobre ele.

## Nome
Surena é a forma latina do parta, persa médio e siríaco Surém (Sūrēn), que derivou do iraniano antigo Suraina (*Sūr-aina-; de *sūra-, "forte, heroico"). Essas formas podem ter se originado da junção de *sūra- com a partícula sufixal -ēn. Foi registrado em bactrio como Soreno (Σορηνο), em grego como Surenas (Σουρήνᾱς; Sourénās) e em armênio como Surém (Սուրեն, Surēn). Nos Períodos Arsácida e Sassânida, em geral tratava-se de um sobrenome de uma das grandes famílias de origem parta que governavam o planalto Iraniano.